# Grace Clawson
Grace McCalmont Clawson (nascida Taylor; 15 de novembro de 1887 – 28 de maio de 2002) foi uma supercentenária anglo-americana que era a pessoa mais velha nos Estados Unidos e a pessoa mais velha do mundo por dois meses em 2002, após a morte de Maude Farris-Luse. Ela não foi reconhecida como a pessoas mais velha do mundo naquela época por causa de sua idade só foi postumamente verificada pelo Gerontology Research Group e porque a reivindicação da idade de Kamato Hongo foi aceita até 2012, quando o GRG retirou a sua aceitação.

## Biografia
Grace nasceu em Londres, Inglaterra, mas sua família mudou-se para Montreal, Quebec, Canadá, com sua única irmã. Depois que seus pais se divorciaram quando ela era adolescente, ela viveu com pais adotivos até que ela se casou com Ray Clawson em 1917. Ela teve duas filhas, Viola e Gladys, e tornou-se viúva em 1950. Antes de se aposentar, ela trabalhou como bordadora e como um trabalhadora de escritório.
Aos 95 anos, em 1982, Grace mudou-se para o estado da Flórida, a fim de viver com sua filha mais nova, Gladys, com quem morou por muitos anos antes de ir viver para uma instalação de vida assistida. Grace morreu em 28 de maio de 2002 aos 114 anos e 194 dias.
Grace acreditava que nasceu em 1889 até que sua família pediu sua certidão de nascimento do Reino Unido e descobriu que ela era realmente dois anos mais velha do que ela pensava que era. Antes de descobrir este fato, Grace comemorou seu aniversário de 100.º anos em 1989, quando era realmente seu 102.º aniversário.